# Svedängen
Svedängen (fi. Paloheinä) är en del av Domarby distrikt i Helsingfors stad. 
Man anvisade tomter för frontmän i Svedängen och på 1950-talet byggdes det egnahemshus med äppelträd och små bodar på gårdarna. Från och med 1980-talet har det byggts radhus och nya egnahemshus ersatt frontmannahusen. Under 1980-talet byggdes en tiondel av Helsingfors egnahemshus i Svedängen. 
I Svedängen är det nära till Helsingfors centralpark med Svedängens friluftsstuga. Om vintern kan man åka ner för Svedängstoppen, som är byggd av överlopps jordmassor. Man kan också spela golf genast norr om Svedängen. 